# Врбњица
Врбњица (слч. Vrbnica) насељено је мјесто са административним статусом сеоске општине (слч. obec) у округу Михаловце, у Кошичком крају, Словачка Република.

## Становништво
| Година:    | 1994. | 2004.    | 2014.    | 2024.    |
| ---------- | ----- | -------- | -------- | -------- |
| Број људи: | 601   | 806      | 1020     | 1321     |
| Разлика:   |       | +34,10 % | +26,55 % | +29,50 % |

| Година:    | 2023. | 2024.   |
| ---------- | ----- | ------- |
| Број људи: | 1281  | 1321    |
| Разлика:   |       | +3,12 % |

Према подацима о броју становника из 2011. године насеље је имало 939 становника.